# Clossiana plumbea
Clossiana plumbea är en fjärilsart som beskrevs av Edward Alfred Cockayne 1924. Clossiana plumbea ingår i släktet Clossiana och familjen praktfjärilar. Inga underarter finns listade i Catalogue of Life.